# (209054) Lombkató
(209054) Lombkató est un astéroïde de la ceinture principale.

## Description
(209054) Lombkato est un astéroïde de la ceinture principale. Il fut découvert le 23 août 2003 à Piszkesteto par Krisztián Sárneczky et Brigitta Sipőcz. Il présente une orbite caractérisée par un demi-grand axe de 2,29 UA, une excentricité de 0,11 et une inclinaison de 3,9° par rapport à l'écliptique.

## Compléments